# Chrysopilus trifasciatus
Chrysopilus trifasciatus är en tvåvingeart som beskrevs av Walker 1860. Chrysopilus trifasciatus ingår i släktet Chrysopilus och familjen snäppflugor. Inga underarter finns listade i Catalogue of Life.